# Friedrich Herrlein
Friedrich Herrlein, nemški general, * 27. april 1889, † 28. julij 1974.